# Эврен
Эврен (тур. Evren) — город и район в провинции Анкара (Турция), находится в 178 км к юго-востоку от города Анкара. На западе район Эврен граничит с районом Шерефликочхисар, на северо-востоке — с провинцией Кыршехир, на юго-востоке — с провинцией Аксарай.

## История
В прошлом город назывался Чыкынагыл (тур. Çıkınağıl). Он был переименован в честь президента Турецкой республики Кенана Эврена.

## География
Город Эврен расположен на берегу водохранилища Хирфанлы.